# محمودآباد (خرامه)
محمودآباد، خرامه روستایی در دهستان کربال، شهرستان خرامه در استان فارس است.